# Asiman Qurbanlı
Asiman Qurbanlı (10 de agosto de 1992) es un deportista azerbaiyano que compite en karate, en la modalidad de kumite.
Ganó dos medallas en el Campeonato Mundial de Karate de 2021 y seis medallas en el Campeonato Europeo de Karate entre los años 2012 y 2022. En los Juegos Europeos consiguió dos medallas, en los años 2019 y 2023.

## Palmarés internacional
| Campeonato Mundial | Campeonato Mundial              | Campeonato Mundial | Campeonato Mundial |
| Año                | Lugar                           | Medalla            | Prueba             |
| ------------------ | ------------------------------- | ------------------ | ------------------ |
| 2021               | Dubái (EAU)                     | Medalla de bronce  | +84 kg             |
| 2021               | Dubái (EAU)                     | Medalla de bronce  | Por equipos        |
| Juegos Europeos    |                                 |                    |                    |
| Año                | Lugar                           | Medalla            | Prueba             |
| 2019               | Minsk (Bielorrusia)             | Medalla de oro     | +84 kg             |
| 2023               | Bielsko-Biała (Polonia)         | Medalla de bronce  | +84 kg             |
| Campeonato Europeo |                                 |                    |                    |
| Año                | Lugar                           | Medalla            | Prueba             |
| 2012               | Santa Cruz de Tenerife (España) | Medalla de bronce  | Por equipos        |
| 2014               | Tampere (Finlandia)             | Medalla de oro     | Por equipos        |
| 2015               | Estambul (Turquía)              | Medalla de bronce  | Por equipos        |
| 2019               | Guadalajara (España)            | Medalla de bronce  | +84 kg             |
| 2021               | Porec (Croacia)                 | Medalla de bronce  | Por equipos        |
| 2022               | Gaziantep (Turquía)             | Medalla de plata   | Por equipos        |